# Demon (gruppo musicale)
I Demon sono una band heavy metal inglese della corrente New Wave of British Heavy Metal (NWOBHM). Si formano nel 1980 per volere del cantante Dave Hill e del chitarrista Mal Spooner, entrambi cresciuti a Leek nello Staffordshire; I due sono anche i principali autori dei brani .

## Storia del gruppo
Della prima formazione fanno parte anche tre ex membri del gruppo degli Hunter: Les Hunt (chitarra solista), Chris Ellis (basso) e John Wright (batteria). Debuttano con l'album Night of the Demon, nel 1981: il sound è compatto e incisivo e spicca il songwriting diretto, esaltato dalla voce tagliente ed espressiva di Hill. Le loro esibizioni live dell'epoca si contraddistinguono per la scenografia e il trucco demoniaco, in linea anche con le tematiche horror proposte nei testi.
Nel successivo disco The Unexpected Guest, entra ufficialmente in formazione anche il tastierista Andy Richards; il sound e le composizioni si fanno più mature, anche se non ci sono grandi innovazioni a livello stilistico. La canzone Don't Break The Circle verrà reinterpretata dai Blind Guardian, e diventerà un classico dell'Heavy Metal.
La vera svolta stilistica avviene nel 1983, con l'album The Plague. I Demon abbandonano il trucco horror e stilisticamente escono dagli stilemi prettamente Heavy Metal addentrandosi in territori Prog e New Wave, ma senza abbandonare lo stampo Hard & Heavy. Anche le tematiche dei testi si orientano verso il sociale, lasciando definitivamente i temi demoniaci.
Con British Standard Approved (1985) la formazione subisce un cambio radicale: subentrano Steve Watts (tastiere), Gavin Sutherland (basso) e John Waterhouse (chitarra ritmica). La band conferma l'attitudine Prog di quegli anni, lo stile ricorda i Pink Floyd e il distacco dal Metal è ancora più marcato. Questo è l'ultimo disco con Mal Spooner; lo storico chitarrista della band muore nello stesso anno a causa di un blocco polmonare. Hill decide di mantenere la band, nonostante la perdita dell'amico e cofondatore continuando solo con John Waterhouse alle chitarre, ma molti fan perdono interesse per la band, che, commercialmente, sarà sempre più in declino.
Nel 1985 e 1987 escono rispettivamente Heart Of Our Time e Breakout, entrambi stilisticamente orientati verso un pop metal potente e melodico dal flavour epico: i dischi presentano ancora qualche spunto Prog e le tastiere sono spesso predominanti. Si consolidano come nucleo compositivo dei brani il duo Dave Hill-Steve Watts.
Con Taking The Word By Storm (1989) I Demon si impadroniscono nuovamente del titolo di "band metal": questa volta con un sound più pesante e pomposo rispetto agli esordi. Continuano su questa strada facendo uscire ancora diversi dischi (l'ultimo in studio è Cemetry Junction del 2016), affermandosi definitivamente come cult-band di nicchia e come classico della NWOBHM.

## Formazione

### Formazione attuale
- Dave Hill – voce (1979–1992, 2001–presente)
- Ray Walmsley – basso (2012–presente), guitars (1997–2011)
- Karl Waye – traduzione (2001, 2012–presente)
- Neil Ogden – batteria (2002–presente)
- David Cotterill – chitarra (2007–presente)
- Paul Hume – chitarra (2012–presente)

## Discografia
Album in studio
- 1980 - Night of the Demon
- 1982 - The Unexpected Guest
- 1983 - The Plague
- 1985 - British Standard Approved
- 1985 - Heart of Our Time
- 1987 - Breakout
- 1989 -  Taking the World by Storm
- 1991 - Hold On to the Dream
- 1992 - Blow-Out
- 2001 - Spaced Out Monkey
- 2005 - Better the Devil You Know
- 2012 - Unbroken
- 2016 - Cemetry Junction

EP
- 1984 - Wonderland
- 1986 - Demon

Live
- 1990 - One Helluva Night

Raccolte
- 1991 - Anthology
- 1999 - The Best of Demon: Volume One
- 2006 - Time Has Come - The Best of Demon